# 南海体育中心
南海体育中心，是广东省佛山市南海区的一个大型体育场馆，位于狮山镇博爱中路南侧、南海中央公园内，占地约600亩，规划建筑面积约18.9万平方米，包括一个2万座席体育场、一个1万座席体育馆、一个500座席游泳馆以及全民健身综合馆、南海区业余体校及相关配套工程。

## 历史
2017年8月20日，佛山市南海区为承办佛山市第十届运动会，开始谋划南海体育中心建设。2019年1月14日，确定选址于狮山镇政府南侧的南海中央公园，并公开招标设计方案，2019年3月29日，入围的五个候选设计方案接受公众咨询。2019年5月10日，广东省建筑设计研究院的“腾龙跃海”入选最终设计方案。2019年12月1日，项目正式动工。2021年11月25日，一期体育场、游泳馆等工程竣工验收。2021年12月6日，南海体育中心正式开始试运营。2024年3月7日，二期体育馆工程竣工。

## 建筑
南海体育中心利用南海中央公园（原狮山郊野公园）两山之间的开阔谷地而建，在外观设计上以“腾龙跃海”为理念，以白色的屋面曲线将体育场与游泳馆连为一体。
- 体育场：建筑面积约2.7万平方米，看台采用不对称式设计，内设2万个座位，观众席多数坐西朝东，以“龙舟竞渡”为背景，展现南海悠久的龙舟文化，场内包含400米标准田径场和一个标准足球场。
- 体育馆：建筑面积约3.2万平方米，拥有10000个座位，外观形似巨大的白色“海螺”，包含一个可多功能转换的主赛场以及一个附属训练馆，也是佛山市首个能举办大型电竞比赛的正规场馆，举办的首场大型电竞比赛为2024年英雄联盟职业联赛春季赛总决赛[6]。
- 游泳馆：建筑面积约1.6万平方米，内设500个座位，包含一个标准比赛池、一个训练池、一个半室外无边休闲池以及一个面积约400平方米的儿童戏水池。
- 全民健身综合馆：建筑面积约2.8万平方米，提供射击、跆拳道、拳击、乒乓球、排球、篮球、羽毛球、网球等17个体育项目训练场地。